# Estadio Las Gaunas
El Estadio Municipal Las Gaunas es un estadio de fútbol ubicado en la ciudad de Logroño, La Rioja, España. Fue inaugurado el 28 de febrero de 2002 y pertenece al Ayuntamiento de Logroño. Lo utilizan el Dux Logroño, la U. D. Logroñés y la S. D. Logroñés.

## Inauguración
El Estadio Las Gaunas fue inaugurado el jueves 28 de febrero de 2002 con un encuentro amistoso que enfrentó al Club Deportivo Logroñés contra el Deportivo Alavés, que militaba en Primera División. El resultado fue de 2:1 a favor de los locales y el primer gol lo marcó en el minuto 17 el jugador riojano Víctor Morales. El estadio presentó un lleno absoluto y 16 000 personas asistieron a un acto para el recuerdo.
El primer partido oficial se disputó el domingo 3 de marzo de 2002 y enfrentó al Club Deportivo Logroñés con el Zaragoza B, en partido correspondiente a la 27.ª jornada del grupo II de la Segunda División B de la temporada 2001-2002. El resultado fue de 0:1 a favor de los visitantes.

## Historia
El viejo campo de Las Gaunas se ubicó en unas fincas al sur de Logroño propiedad de las hermanas Gaona. Estos "terrenos de Las Gaonas", por deformación provocada por la hiatofobia del español se convirtieron en "terrenos de Las Gaunas", y dan el nombre al estadio.
El 15 de junio de 1924 fue inaugurado con un partido que enfrentó al CD Logroño y el equipo francés del Vie au Grand Air. El resultado fue de 3:0 y el primer gol lo marcó el riojano Ramón Castroviejo, que con el paso de los años se convirtió en un famoso oftalmólogo.
A lo largo de su historia sufrió varias ampliaciones y remodelaciones que se sumaron a la inicial tribuna central. En 1944 se dividió el campo en Preferencia y General y se iniciaron las obras de vallado. En 1957 se construyó la tribuna gol sur. El 30 de agosto de 1969 se inauguró la iluminación artificial en un partido contra el Elche. En 1987 se crearon las tribunas de fondo norte y lateral norte, además de la zona de vestuarios. Y en 1988 se amplió la tribuna sur.
El 19 de marzo de 1998 comenzaron las obras de construcción del nuevo Estadio Las Gaunas, pero por diversos motivos y problemas económicos no terminaron hasta 2002 alargando la vida del viejo estadio que fue derruido ese mismo verano. El último partido que se disputó en el viejo Las Gaunas fue el correspondiente a la 25.ª jornada del grupo II de la Segunda División B de la temporada 2001/02 y que enfrentó al Club Deportivo Logroñés y al L'Hospitalet con el resultado de 1:0 a favor de los riojanos.
El actual Estadio Las Gaunas se erige a pocos metros de donde se encontraba el vetusto estadio, cuyos terrenos han dado paso a un parque y a edificios de viviendas. El actual estadio alberga el museo en recuerdo al Club Deportivo Logroñés y las oficinas y sede de la Sociedad Deportiva Logroñés. Anteriormente albergaba también las oficinas y sede de la Unión Deportiva Logroñés hasta su traslado a su nueva Ciudad Deportiva y las oficinas y sede de la Federación Riojana de Fútbol hasta su traslado a un edificio en propiedad.

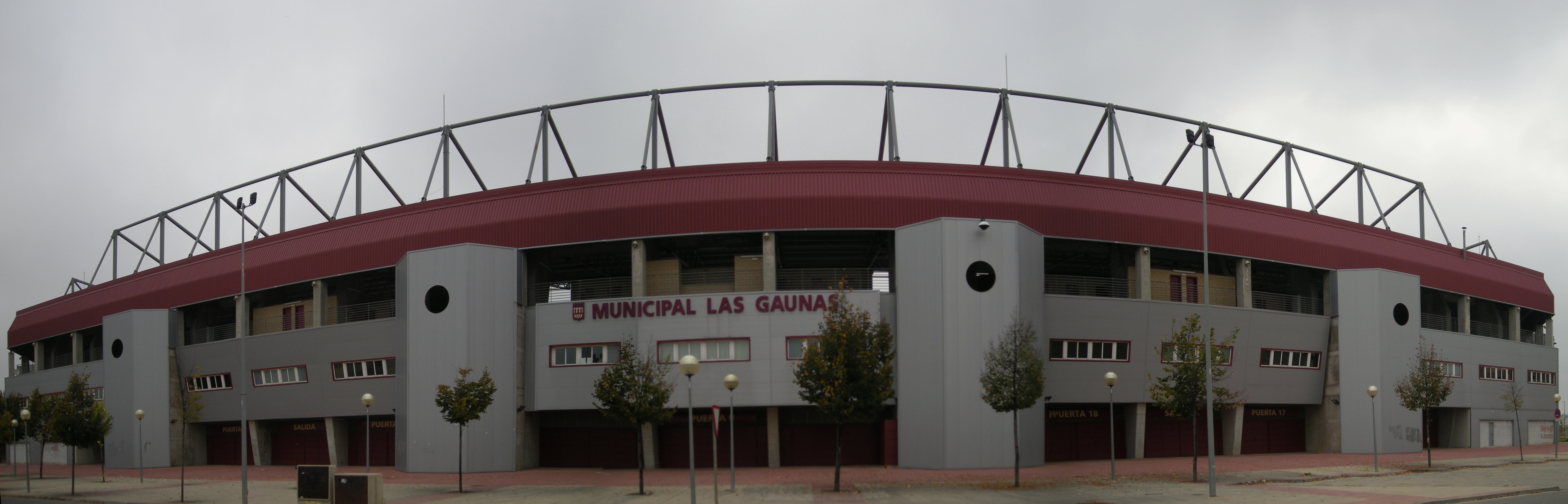
Vista panorámica del exterior del Estadio Las Gaunas.

## Otros usos
Cada 5 de enero por la mañana aterrizan en el césped del estadio los helicópteros que portan a Sus Majestades los Reyes Magos de Oriente. Realizan una vuelta al campo en la que saludan a la multitud congregada. En su honor existe en el exterior del estadio una rotonda, en la que se cruzan avenida Moncalvillo con la calle Clavijo, que recibe el nombre de Jardín de los Reyes Magos.
El 20 de junio de 2009, el Rugby Club Rioja organizó el I Torneo Ciudad de Logroño de rugby a siete. El equipo guipuzcoano de Ordizia ganó al conjunto local en la final. La segunda edición de este evento se realizó el 19 de junio de 2010, imponiéndose el equipo francés Stade Hendayais entre los ocho participantes.
Desde agosto de 1972, el Club Deportivo Berceo organiza el torneo juvenil de fútbol "Ciudad de Logroño". En 2011 se disputó la XXXIX edición en el Estadio Mundial 82, para preservar el césped de Las Gaunas para el partido de la selección nacional.
El Club Deportivo Valvanera organiza el Torneo Nacional Alevín de Fútbol 7 San Bernabé, cuyos partidos se disputan en el Estadio Las Gaunas. Este torneo se ha desarrollado en este estadio desde junio de 2005, excepto en 2007 y en 2008. Cuenta con presencia de la cantera de equipos nacionales de primer nivel. En 2011 se disputó el 18 y 19 de junio y se impuso el Atlético de Madrid. En fútbol base también se ha disputado en este estadio alguna fase final de la Copa Coca Cola.
En julio de 2008 se celebró una concentración de Testigos de Jehová a la que acudieron 4500 personas.
En el antiguo estadio Las Gaunas se celebraron ocasionalmente conciertos de verano de cantantes de prestigio nacional, como Ana Belén y Víctor Manuel o Rocío Jurado.
El 21 de junio de 2025 el estadio hospeda la ceremonia inaugural del mundial sub-24 de Ultimate Frisbee de Logroño 2025, que fue seguido del partido inaugural del mundial, entre las selecciones de España y Francia.

## Partidos internacionales absolutos en el Estadio Las Gaunas
La selección española ha disputado tres encuentros en Logroño, uno amistoso en 2002 y dos de competición oficial, en los que garantizó su presencia de forma matemática, para la Eurocopa 2012 y para la Eurocopa 2016.
| Amistoso; 16 de octubre de 2002, 21:45 | España | 0:0 (0:0) | Paraguay |                                                                             |  |
|                                        |        |           |          | Asistencia: 15.000 espectadores Árbitro(s): Olegario Benquerenca (Portugal) |  |

| Clasificación Eurocopa 2012; 6 de septiembre de 2011, 22:00 | España                                                                     | 6:0 (3:0) | Liechtenstein |                                                                      |                                                                      |
|                                                             | Negredo 33' · Negredo 37' · Xavi 44' · Ramos 52' · Villa 60' · Villa 79' · |           |               | Asistencia: 16.000 espectadores Árbitro(s): Harald Lechner (Austria) | Asistencia: 16.000 espectadores Árbitro(s): Harald Lechner (Austria) |

| Clasificación Eurocopa 2016; 9 de octubre de 2015, 20:45 | España                                                | 4:0 (1:0) | Luxemburgo |                                                                            |                                                                            |
|                                                          | Cazorla 41' · Alcácer 66' · Alcácer 79' · Cazorla 84' |           |            | Asistencia: 16.000 espectadores Árbitro(s): Sebastien Delferiere (Bélgica) | Asistencia: 16.000 espectadores Árbitro(s): Sebastien Delferiere (Bélgica) |